# 弦楽三重奏曲 (シェーンベルク)
弦楽三重奏曲（Streichtrio）作品45は、アルノルト・シェーンベルクが作曲した弦楽三重奏曲である。

## 概要
シェーンベルクは弦楽三重奏曲というジャンルを多くは作曲しておらず、初期にはいくつかの作品を作曲していたようであるが、いずれも完成されず、断片が残っているだけである。作品45の弦楽三重奏曲は、シェーンベルクが完成したこのジャンルで唯一の作品である。
この弦楽三重奏曲は、1946年にハーバード大学から作品の委嘱を受けて同年8月20日に着手し、1か月後の9月23日にかけて作曲されたもので、アメリカ亡命後の十二音技法による傑作である。また、シェーンベルクの持病である喘息の発作の体験が反映している（同年8月に心臓発作を起こし、医師の治療により一命をとりとめた）。初演は翌1947年に行なわれた。1950年に出版されている。

## 構成
作品は3つの部分と2つのエピソードから構成されており、速度記号は示されていない。演奏時間は約19分。
- 第1部（51小節まで）
- 第1エピソード（132小節まで）
- 第2部（179小節まで）
- 第2エピソード（207小節まで）
- 第3部（208小節以降）

## 参考資料
- 『作曲家別名曲解説ライブラリー16 新ウィーン楽派』（音楽之友社）他